# فابریزیو برینانی
فابریزیو برینانی (انگلیسی: Fabrizio Brignani؛ زادهٔ ۱۲ ژانویهٔ ۱۹۹۸) بازیکن فوتبال است.
از باشگاه‌هایی که در آن بازی کرده‌است می‌توان به باشگاه فوتبال بولونیا اشاره کرد.